# منتخب جامايكا تحت 20 سنة لكرة القدم
منتخب جامايكا تحت 20 سنة لكرة القدم (بالإنجليزية: Jamaica national under-20 football team)‏ هو ممثل جامايكا الرسمي في المنافسات الدولية في كرة القدم في فئة كرة قدم تحت 20 سنة للرجال، يديريه اتحاد جامايكا لكرة القدم.